# 平坊站
平坊站是一个京通线上的铁路车站，位于河北省承德市滦平县平坊满族乡，建于1973年，目前为四等站，邮政编码为068250。目前客运：办理旅客乘降；行李、包裹托运；不办理货运营业。